# Tenay
Tenay è un comune francese di 1 143 abitanti situato nel dipartimento dell'Ain della regione dell'Alvernia-Rodano-Alpi.
Il filosofo e sociologo Georges Sorel (1847-1922) riposa nel cimitero del paese.

## Società

### Evoluzione demografica
Abitanti censiti